# Vương triều Rashid

Quốc kỳ Tiểu vương quốc Jabal Shammar, 1835 đến 1920

Quốc kỳ Tiểu vương quốc Jabal Shammar, 1920 đến 1921

Vương triều Rashid, còn gọi là Al Rashid hay Nhà Rashid (tiếng Ả Rập: آل رشيد Āl Rashīd; phát âm [ʔæːl raˈʃiːd]), là một gia tộc Ả Rập lịch sử hay triều đại từng tồn tại trên bán đảo Ả Rập từ năm 1836 đến năm 1921, là những người cai trị Tiểu vương quốc Jabal Shammar và là kẻ thù đáng kể nhất của Nhà Saud cai trị Tiểu vương quốc Nejd. Họ tập trung tại Ha'il, một thành phố tại miền bắc Nejd có được của cải nhờ nằm trên tuyến đường hành hương Hajj và là một thành phố nổi tiếng về mậu dịch, thu hút nhiều lữ khách trên đường hướng về Mecca. Những người cai trị tại Ha'il là hậu duệ của người sáng lập triều đại là Abdullah bin Rashid.

## Lịch sử
Vương triều Rashid có tên bắt nguồn từ tổ tiên là Abdullah ibn Rashid, ông là emir đầu tiên và đã thành lập Tiểu vương quốc Ha'il. Các emir Rashid hợp tác mật thiết với Đế quốc Ottoman, song sự hợp tác này trở nên mơ hồ do Ottoman để mất tính đại chúng.
Đến năm 1890, Al Rashid chiếm lĩnh Riyadh, sau đó họ đánh bại Nhà Saud và buộc gia tộc này phải lưu vong, ban đầu là sang Bahrain, rồi đến Qatar và cuối cùng là Kuwait.
Giống như nhiều triều đại Ả Rập, việc thiếu một quy tắc thừa kế chung được các thành viên chấp nhận đã trở thành một vấn đề thường tái diễn trong thời gia tộc Rashid cai trị. Tranh chấp nội bộ thường tập trung vào việc kế vị chức emir nên theo nhánh ngang (em trai) hay là nhánh dọc (con trai). Những chia rẽ nội bộ trong gia tộc dẫn đến giao tranh đổ máu. Trong những năm cuối thế kỷ 19, sáu quân chủ Rashid bị thiệt mạng trong bạo lực. Tuy thế, gia tộc Rashid vẫn cai trị và chiến đấu cùng nhau trong các cuộc chiến với Nhà Saud.
Trong hai thập niên đầu của thế kỷ 20, bán đảo Ả Rập chứng kiến một loạt các cuộc chiến tranh kéo dài khi Nhà Saud cùng các đồng minh của họ tìm cách thống nhất bán đảo dưới quyền lực của họ. Nhà Rashid trong khi đó tập hợp đa số các bộ lạc khác về bên phía mình song nỗ lực này tỏ ra vô ích, và đến năm 1921 thì Ha'il bị Ibn Saud chiếm lĩnh. Ibn Saud ở thế thượng phong và nhận được ủng hộ của đa số các bộ lạc tại miền trung bán đảo Ả Rập.
Một số thành viên của gia tộc Rashid rời khỏi đất nước và tình nguyện sống lưu vong, hầu hết là tại Vương quốc Iraq. Đến thập niên 1990, chỉ một số ít vẫn ở bên ngoài Ả Rập Xê Út.

## Các emir của gia tộc Rashid

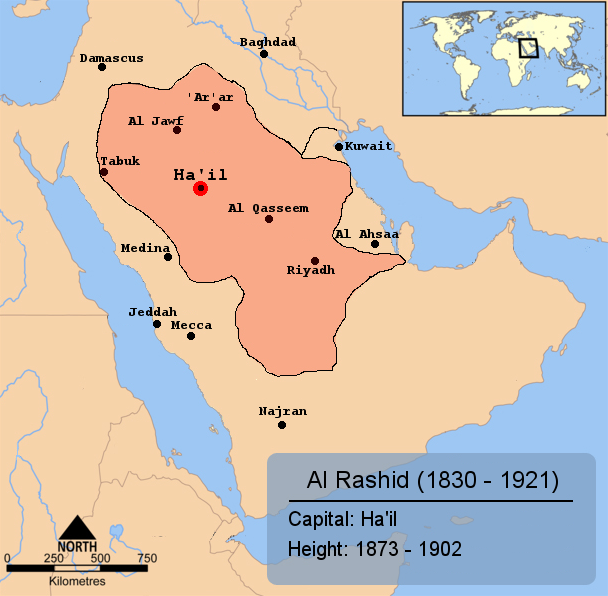
Quyền cai trị của Nhà Rashid vào đỉnh cao

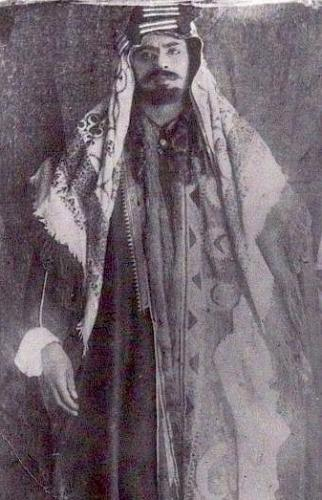
Ảnh của Abdul Aziz bin Mutʿib, biệt danh là "Al Janāzah", emir thứ sáu của Jabal Shammar.

1. ʿAbdullah (I) bin Rashīd (tiếng Ả Rập: عبدالله بن رشيد‎; 1836–48). Abdullah đạt được quyền lực sau khi lãnh đạo một cuộc khởi nghĩa (cùng người anh em là ʿUbayd Al Rashīd) chống lại người cai trị tại Ha'il là Muhammad bin Ali, cũng là một thành viên của dòng dõi Jaafar al-Shammari. Với tư cách là thủ lĩnh, Abdullah được tán dương vì đem hoà bình và ổn định cho Ha'il và vùng xung quanh. Abdullah yêu cầu người anh em ʿUbayd an ahd về thoả ước rằng người kế vị cần thuộc dòng dõi của Abdullah.
2. Ṭalāl bin ʿAbdullah (طلال بن عبدالله‎; 1848–68). Ông là con trai của Abdullah, được nhớ đến do có tư tưởng tương đối tự do và quan tâm đến các dự án xây dựng. Dưới quyền cai trị của ông, Cung điện Barzan tại Ha'il được hoàn thành. Ông thiết lập các liên kết mậu dịch thường lệ với Iraq và mở rộng phạm vi ảnh hưởng của Nhà Rashīd. Talal được cho là tương đối khoan dung đối với những người nước ngoài, bao gồm các thương nhân tại Ha'il. Trong thập niên 1860, tranh chấp nội bộ Nhà Saud cho phép liên quân Rashīd/Ottoman trục xuất họ. Nhà Rashīd chiếm lĩnh thủ đô Riyadh của Nhà Saud vào năm 1865 và buộc các thủ lĩnh của Nhà Saud phải lưu vong. Talal sau đó mất trong một sự kiện bắn súng "bí ẩn". Charles Doughty trong sách Travels in Arabia Deserta viết rằng Talal tự sát. Talal có bảy người con trai, song con trai cả là Bandar mới 18 hay 20 tuổi khi ông mất.
3. Mutʿib (I) bin ʿAbdullah (متعب بن عبدالله‎; 1868–69). Ông là em trai của Talal, được các thành viên lão làng trong gia tộc Rashīd và các sheikh Shammar ủng hộ.
4. Bandar bin Ṭalāl (بندر بن طلال‎; 1869). Ông chỉ cai trị một thời gian ngắn trước khi bị chú là Muhammed giết chết. Bandar được thuật là kết hôn với vợ goá của chú mình và có một con trai với bà.
5. Muḥammad (I) bin ʿAbdullah (محمد بن عبدالله‎; 1869–97). Trong một cuộc đối đầu bên ngoài Ha'il với cháu trai Amir Bandar, Muhammed giết Bandar. Muhammed sau đó tiếp tục đến Ha'il và xưng là emir mới. Nhằm ngăn ngừa khả năng báo thù, Muhammed ra lệnh hành quyết toàn bộ em trai của Bandar (các con trai của Talal), các em họ của Bandar (con của em gái Talal), cùng nô lệ và nô tì của họ. Chỉ có một con trai của Talal là Naif còn sống. Ông có thời gian cai trị lâu nhất trong lịch sử vương triều Rashīdi. Thời kỳ ông cai trị trở thành "một giai đoạn ổn định, bành trướng và thịnh vượng" (ref.: p. 61, Al Rashīd). Cuộc bành trướng của ông vươn đến al-Jawf và Palmyra về phía bắc và Tayma cùng Khaybar về phía tây. Năm 1891, sau một cuộc nổi dậy ʿAbd al-Rahman bin Faysal bin Turki Al Saud rời Riyadh. Gia tộc Saudi sang lưu vong tại Kuwait, bao gồm Abdul Aziz Al-Saud mới mười tuổi.
6. ʿAbd al-ʿAzīz bin Mutʿib (عبدالعزيز بن متعب‎; 1897–1906). Ông là con trai của emir thứ ba là Mutʿib, được chú là Muhammad nhận nuôi và trở thành người thừa kế. Sau khi Muhammad mất, Abd al-ʿAziz kế vị. Tuy nhiên quyền cai trị của Rashīd không vững chắc do đồng minh Ottoman của họ đang suy yếu. Năm 1904, Ibn Saud trở về với một lực lượng nhỏ và tái chiếm Riyadh. Abd al-ʿAziz mất trong trận Rawdat Muhanna trước Ibn Saud vào năm 1906.
7. Mutʿib (II) bin ʿAbd al-ʿAzīz (متعب بن عبدالعزيز‎; 1906–07). Ông kế vị cha làm emir, tuy nhiên không thể giành được ủng hộ từ toàn thể gia tộc, và trong vòng một năm ông bị Sultan bin Hammud giết chết.
8. Sultān bin Ḥammūd (سلطان بن حمود‎; 1907–08). Ông là cháu nội của Ubayd (em trai của emir đầu tiên), ông bị chỉ trích do bỏ qua ahd (giao ước) giữa ông nội mình và emir đầu tiên. Ông không thành công trong việc chiến đấu với Ibn Saud, và bị em trai của mình giết.
9. Saʿūd (I) bin Ḥammūd (سعود بن حمود‎; 1908–10). Ông là một cháu nội khác của Ubayd. Saʿud bị giết bởi một người thân bên ngoại của Saʿud bin ʿAbd al-ʿAziz, emir thứ 10.
10. Saʿūd (II) bin ʿAbd al-ʿAzīz (سعود بن عبدالعزيز‎; 1910–20). Ông mới 10 khi trở thành emir, những người thân bên họ ngoại Al Sabhan của ông cai trị với vai trò là nhiếp chính. Năm 1920, ông bị một người họ hàng là Abdullah bin Talal (em trai của emir thứ 12) ám sát. Hai trong số các vợ goá của ông tái hôn: Norah bint Hammud Al Sabhan trở thành vợ thứ tám của Ibn Saud còn Fahda bint Asi Al Shuraim trở thành vợ thứ chín của Ibn Saud và là mẹ của Quốc vương Abdullah của Ả Rập Xê Út.
11. ʿAbdullah (II) bin Mutʿib (عبدالله بن متعب‎; 1920–21; mất 1947). Ông là con trai của emir thứ 7, ông đầu hàng Ibn Saud vào năm 1921.
12. Muḥammad (II) bin Ṭalāl (محمد بن طلال‎; 1921; mất năm 1954). Ông là cháu nội của Naif, là con trai còn sống duy nhất của Talal, emir thứ hai. Ông đầu hàng Ibn Saud. Vợ của Muhammad bin Talal là Nura bint Sibban tái hôn với Quốc vương Abdulaziz sau khi ông bị tống giam.[2] Một trong các con gái của Muhammad bin Talal là Watfa kết hôn với Musa'id bin Abdul Aziz, con trai thứ 15 của Ibn Saud. Musa'id và Watfa là cha mẹ của Faisal bin Musa'id, người ám sát Quốc vương Faisal vào năm 1975.[2]

Có một khuynh hướng quy sự phát triển của Nhà Rashid là do mở rộng mậu dịch và thương nghiệp, song các văn kiện được đưa ra nhấn mạnh vào tầm quan trọng của áp lực từ bên ngoài và tương tác của Nhà Rashid với các chính phủ và thủ lĩnh bên ngoài, song Nhà Saud cũng từng làm điều tương tự để đưa họ lên nắm quyền.